# Museo del Patrimonio del Palacio de Huế
El Museo de Antigüedades Reales de Huế es un museo vietnamita que está bajo la dirección del Centro de Conservación de Monumentos, que se encuentra directamente debajo del Centro de conservación de reliquias de la capital antigua de Huế. El edificio principal del museo está hecho de madera, con 128 pilares de madera finamente talladas y adornadas con las imágenes de cuatro espíritus: Long, Li, Quy, Phuong y más de 1000 poemas en caracteres chinos. Este edificio era el Palacio Long An construido en 1845 bajo el reinado del rey Hien, el fundador de la dinastía Nguyen, el nombre de la época es Thieu Tri. El museo exhibe cientos de antigüedades como oro, porcelana, cerámica, esmalte y ropa real, e incluso contiene el tesoro nacional reconocido por el gobierno vietnamita: el trono de la dinastía del emperador Nguyen.

## Historia
Ubicado en la Ciudadela Interior, este es el primer museo establecido en Huế en 1923, y tenía el nombre de Musee 'Khai Dinh. Después de eso, ha sido renombrado cinco veces: Huế Ancient Museum (desde 1947, bajo el consejo del cónsul de Trung Ky). El 29 de septiembre de 1958, según el Decreto 1479-DG / ND, el Museo Antiguo pasó a llamarse Museo Huế dependiente del Instituto de Arqueología, del Ministerio de Educación Nacional de la República de Vietnam. Al mismo tiempo, la Cámara de Antigüedades Cham también se fusionó con el Museo Huế. Luego, en 1979, cambió su nombre a Galería de Antigüedades; en 1992 a Museo de Antigüedades de Huế; en 1995 a Museo Real de Bellas Artes de Huế; y finalmente Museo de Antigüedades Reales de Huế.
| Nombre                                   | Nombre original                 | Año                                    | Observaciones                                                                                          |
| ---------------------------------------- | ------------------------------- | -------------------------------------- | --- |
| Long An Temple                           | Điện Long An                    | 1845                                   | Formaba parte del palacio de la dinastía Nguyen                                                        |
| Museo Khai Ding                          | Musée 'Khải Định                | 1923                                   | Nombre cuando se creó                                                                                  |
| Museo de Antigüedades de Huế             | Tàng Cổ Viện Huế                | 1947                                   | |
| Museo Huế                                | Viện Bảo tàng Huế               | Renombrado el 29 de septiembre de 1958 | El gobierno de Wu Tingyan cambió su nombre por el de Instituto de Investigación Arqueológica de Nanyue |
| Sala de exposiciones de antigüedades     | Nhà trưng bày cổ vật            | 1979                                   | Renombrado después de la reunificación de Liangyue                                                     |
| Museo del patrimonio de Huế              | Bảo tàng cổ vật Huế             | 1992                                   | |
| Museo de Bellas Artes del Palacio de Huế | Bảo tàng mỹ thuật cung đình Huế | 1995                                   | |
| Museo del Patrimonio del Palacio de Huế  | Bảo tàng Cổ vật Cung đình Huế   |                                        | El nombre actualmente en uso                                                                           |

## Colección

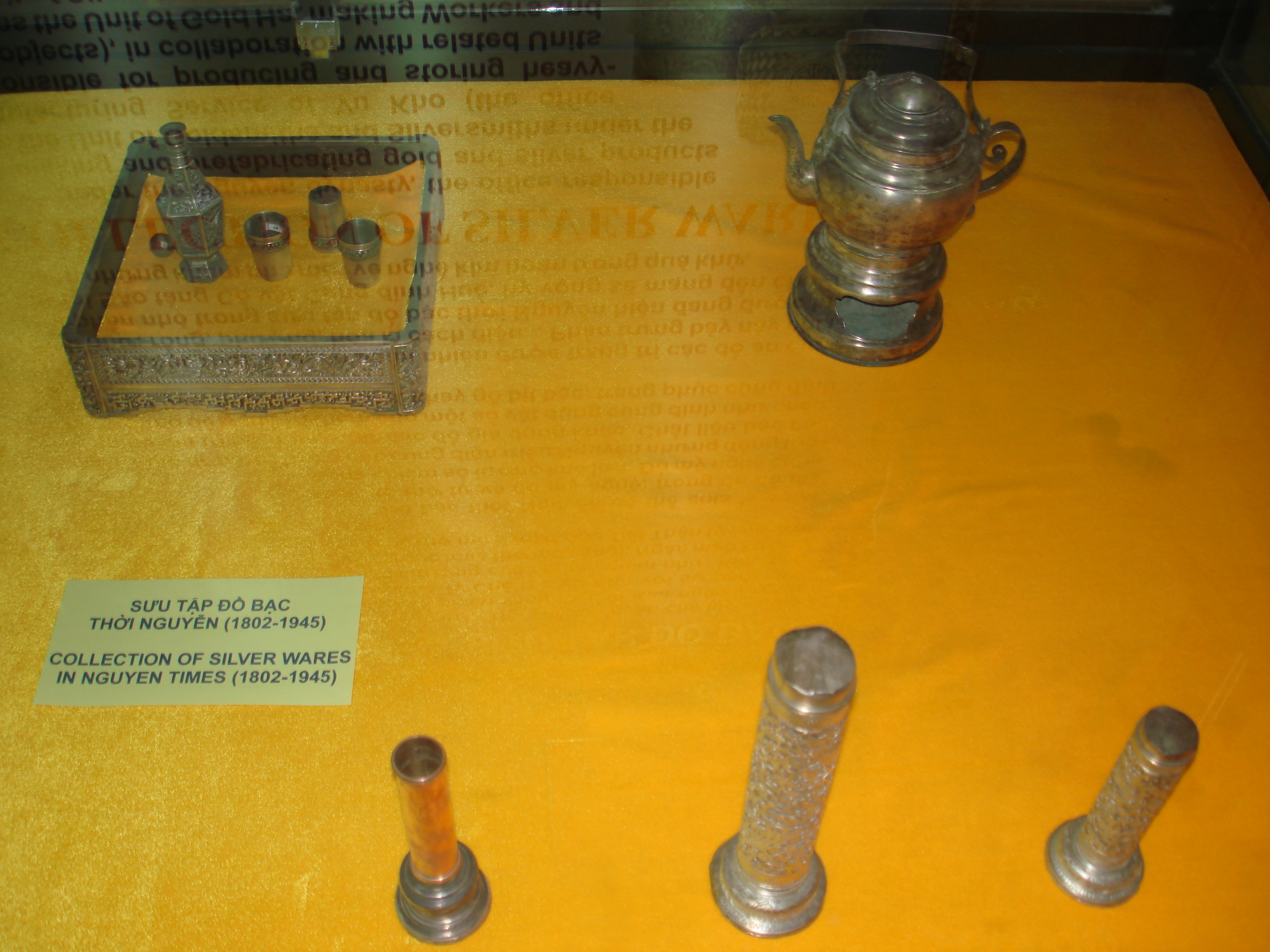
Colección Silver

El Museo de Antigüedades Reales de Huế tiene hasta 700 objetos: cerámica rústica, cerámica vidriada desde la dinastía Ly hasta la dinastía Nguyen. También hay cerámicas chinas, japonesas y francesas. Se puede decir que el museo es una colección de cerámica de la dinastía Nguyen y otros países.
Además de las piezas en exhibición, el museo también alberga miles de otros objetos. Los más populares aquí son la porcelana esmaltada en azul, comúnmente conocida como Bleu de Huế, también conocida como Huế french blue. Este es un artículo elaborado con alta tecnología de la época, pedido por la dinastía Nguyen a famosos hornos de cerámica en China, basado en las preferencias, diseños y tamaños que el rey vietnamita y las mandarinas indicaban en el pedido. Así, las antigüedades en azul francés son obras que no tienen copias y son únicas, porque las obras se hacían por encargo. En el almacén de esmaltes, también hay una serie de productos fabricados en Francia, Japón, Reino Unido y Estados Unidos. Aproximadamente 100 juegos de ropa de reyes, reinas, príncipes, mandarines y soldados también se guardan en el almacén de ropa. También hay muchos artefactos únicos hechos a mano que se consideran invaluables.
En el campus de este museo, hay otro almacén que resguarda más de 80 objetos del pueblo Cham, recolectados en las antiguas regiones de Chau O y Chau Ly, y traídos de Tra Kieu durante las excavaciones arqueológicas en 1927. En particular, los investigadores han evaluado los artefactos Cham como herencias culturales raras.

### Textiles
En el museo, los textiles juegan un papel muy importante, reflejando la vida y actividades de la gente de la dinastía y como testimonio de un período histórico. Refleja una edad de oro de la dinastía y es uno de los especímenes vivos que reflejan el tejido tradicional vietnamita en un período histórico.
Hay muchos tipos de trajes que usaban los reyes Nguyen, cada uno tiene su propio nombre, su color característico y solo se usaban en ocasiones específicas. Se pueden dividir en grupos: ropa dinástica, vestimenta tradicional de la corte, ropa ceremonial y casual. Cada grupo incluye: tops, gorros, cinturones, pantalones, capuchas, botas, zapatos; están cosidos a la medida, tienen diferentes colores y estampados.

### Colección de cerámica

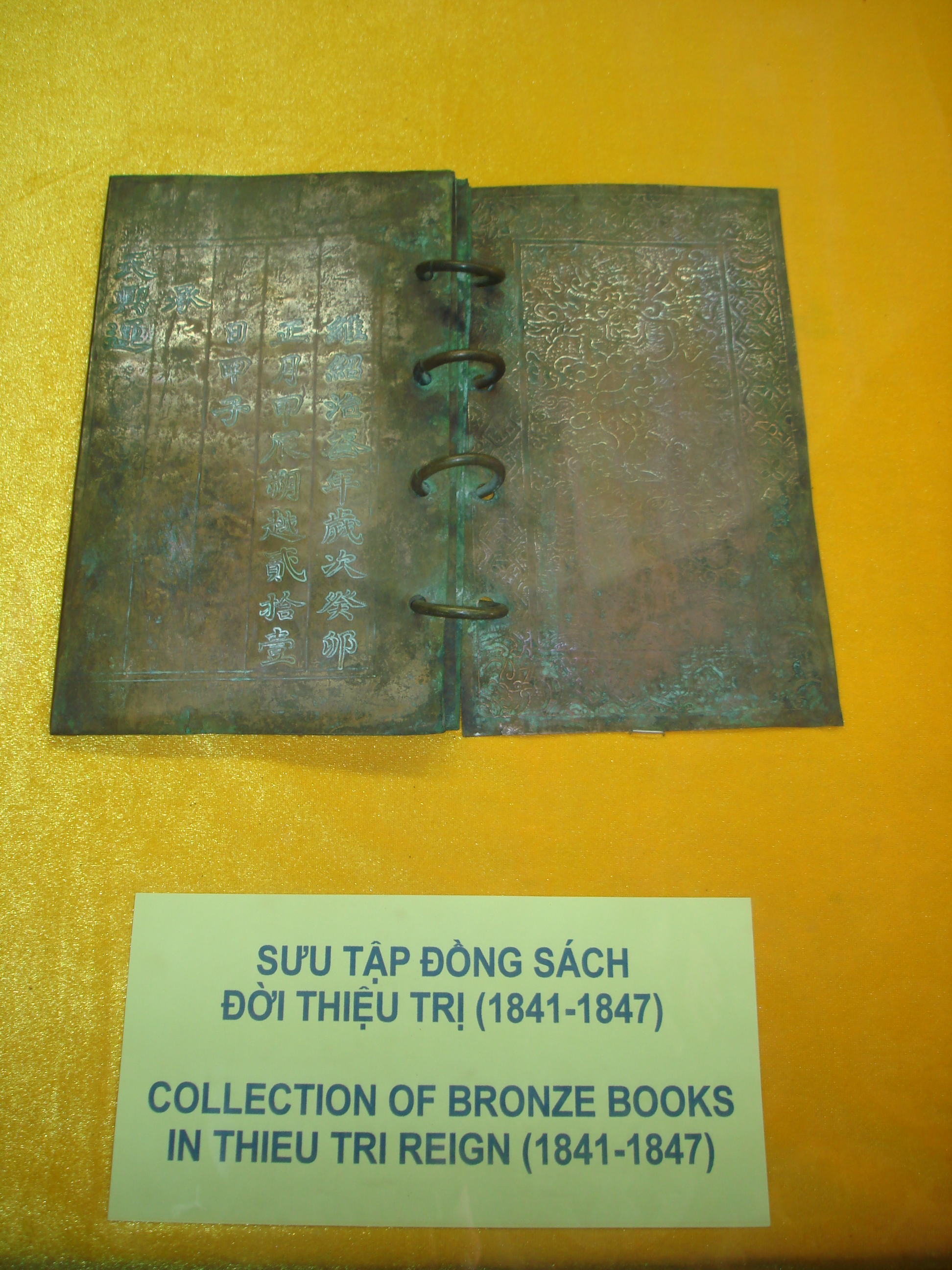
Coleccionando libros del período Thieu Tri

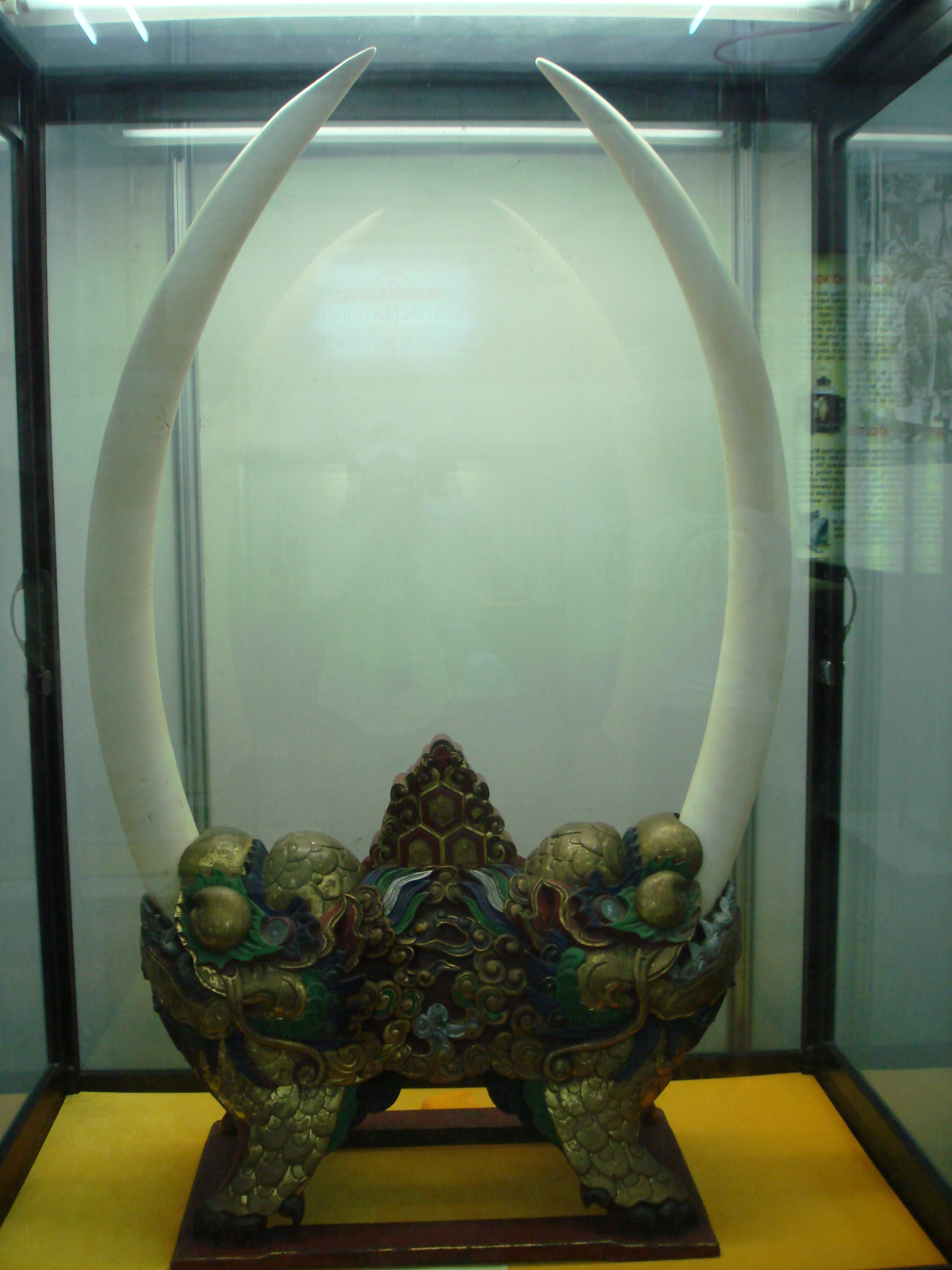
Marfil en el museo

El área de exhibición del Museo de Cerámica incluye:
- Cerámica de esmalte y flores marrones durante las dinastías Ly-Tran (siglos XI-XIV),
- Cerámica de flores azules durante la dinastía Le (siglos XIV-XVII),
- Cerámica de la dinastía Mac (siglo XVI),
- Cerámica decorativa de la dinastía Nguyen (siglos XIX y principios del XX),
- Cerámica china durante las dinastías Ming y Qing (siglos XIV-principios del XX)
- Cerámica francesa
- Porcelana china: porcelana vidriada blanca pintada en azul durante el período Ming-Qing (finales del siglo XIV y principios del XX), también conocida como "Tsinghua Tu".

### Colección de monedas antiguas
Se puede decir que el Museo Huế tiene una colección temática única de monedas antiguas en Vietnam. El tema "Monedas en circulación en Vietnam desde la dominación del norte hasta la dinastía Nguyen", ayuda a los visitantes e investigadores a tener una nueva mirada a la colección de monedas antiguas y refleja la vida del pueblo vietnamita en ese momento.